# Доња Чарлија
Доња Чарлија (мкд. Долна Чарлија) је насеље у Северној Македонији, у јужном делу државе. Доња Чарлија припада општини Могила.

## Географија
Насеље Доња Чарлија је смештено у јужном делу Северне Македоније. Од најближег већег града, Битоља, насеље је удаљено 18 km североисточно.
Доња Чарлија се налази у средишњем делу Пелагоније, највеће висоравни Северне Македоније. Насељски атар је равничарски, док се даље ка истоку издиже Селечка планина. Западно од насеља протиче Црна река. Надморска висина насеља је приближно 580 метара.
Клима у насељу је континентална.

## Становништво
Доња Чарлија је према последњем попису из 2002. године имала 198 становника.
Претежно становништво по последњем попису су етнички Македонци (99%), а остало су Срби.
Већинска вероисповест је православље.